# Accident de plongée souterraine de Mount Gambier

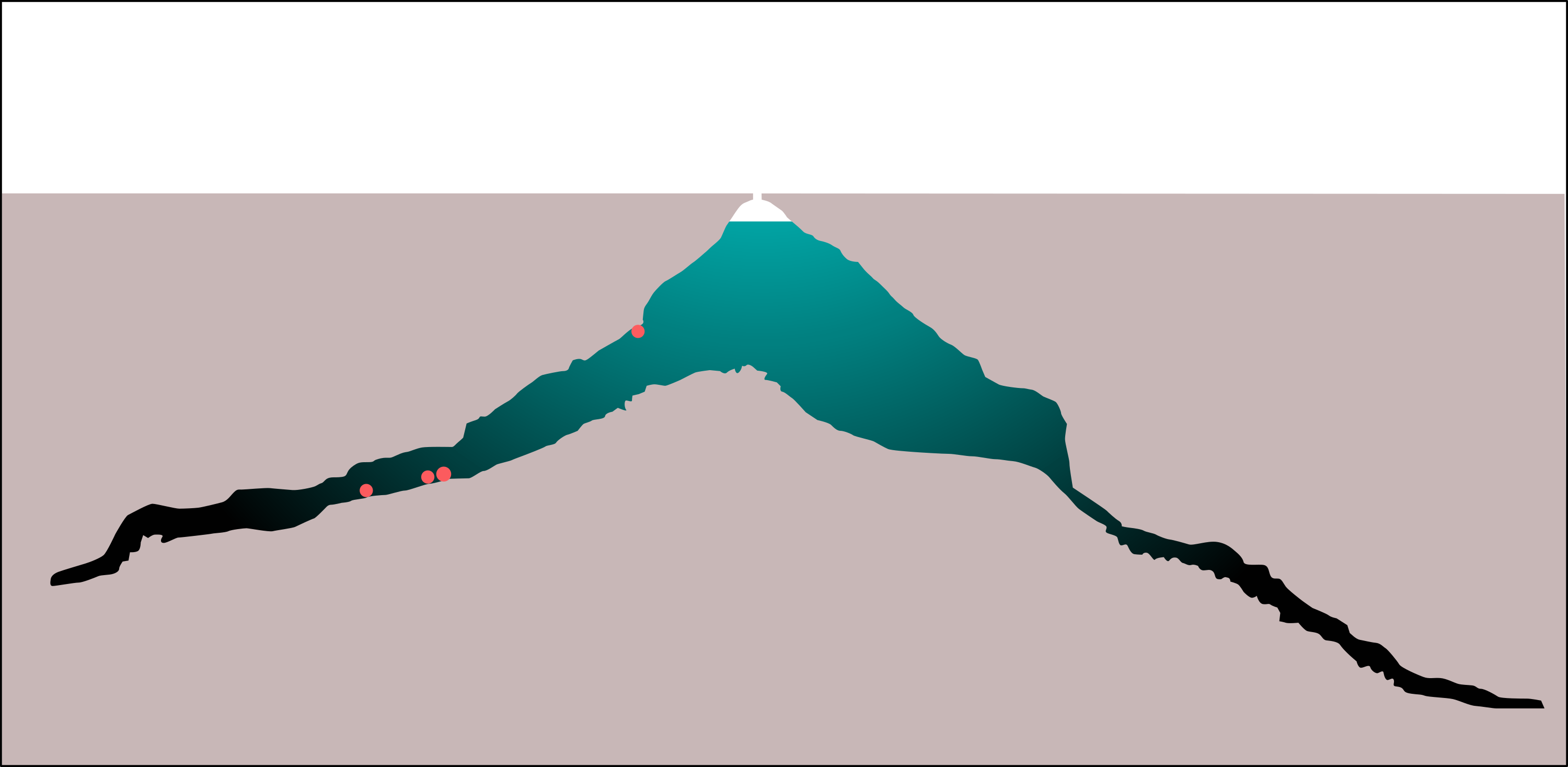
Coupe de The Shaft. Bien que connaissant leurs profondeurs maximales, les longueurs totales des tunnels nord-ouest et sud-ouest indiqués ci-dessus sont inconnues.

L'accident de plongée souterraine de Mount Gambier s'est produit en 1973 dans un gouffre inondé connu sous le nom de The Shaft près de Mount Gambier en Australie-Méridionale. L'accident a coûté la vie à quatre plongeurs,. Les quatre plongeurs ont exploré au-delà de leurs propres limites prévues, sans l'utilisation d'un fil d'Ariane, et se sont ensuite perdus de par la faible visibilité du site, épuisant finalement leur réserve d'air et se noyant. Quatre autres plongeurs du même groupe ont survécu.
Les corps ont tous été récupérés au cours de l'année suivante, et l'incident a eu une influence sur la restriction de l'accès aux sites de plongée souterraine en Australie, avec la formation de la Cave Divers Association of Australia (en) (CDAA), une association nationale, plus tard cette année-là et le développement de la South Australian Police Underwater Recovery Squad, un groupe d'intervention spécialisé en Australie-Méridionale.